# La Orbadilla
La Orbadilla es un despoblado que pertenece al municipio de La Orbada. El despoblado hasta 1850 pertenecía al término municipal de Villanueva de los Pavones, hasta que este municipio se integró, en dicha década, en el municipio de La Orbada. En aquellos años La Orbadilla ya era considerado un despoblado. Según los datos recogidos por el INE, en el año 2021 contaba con 2 habitantes.

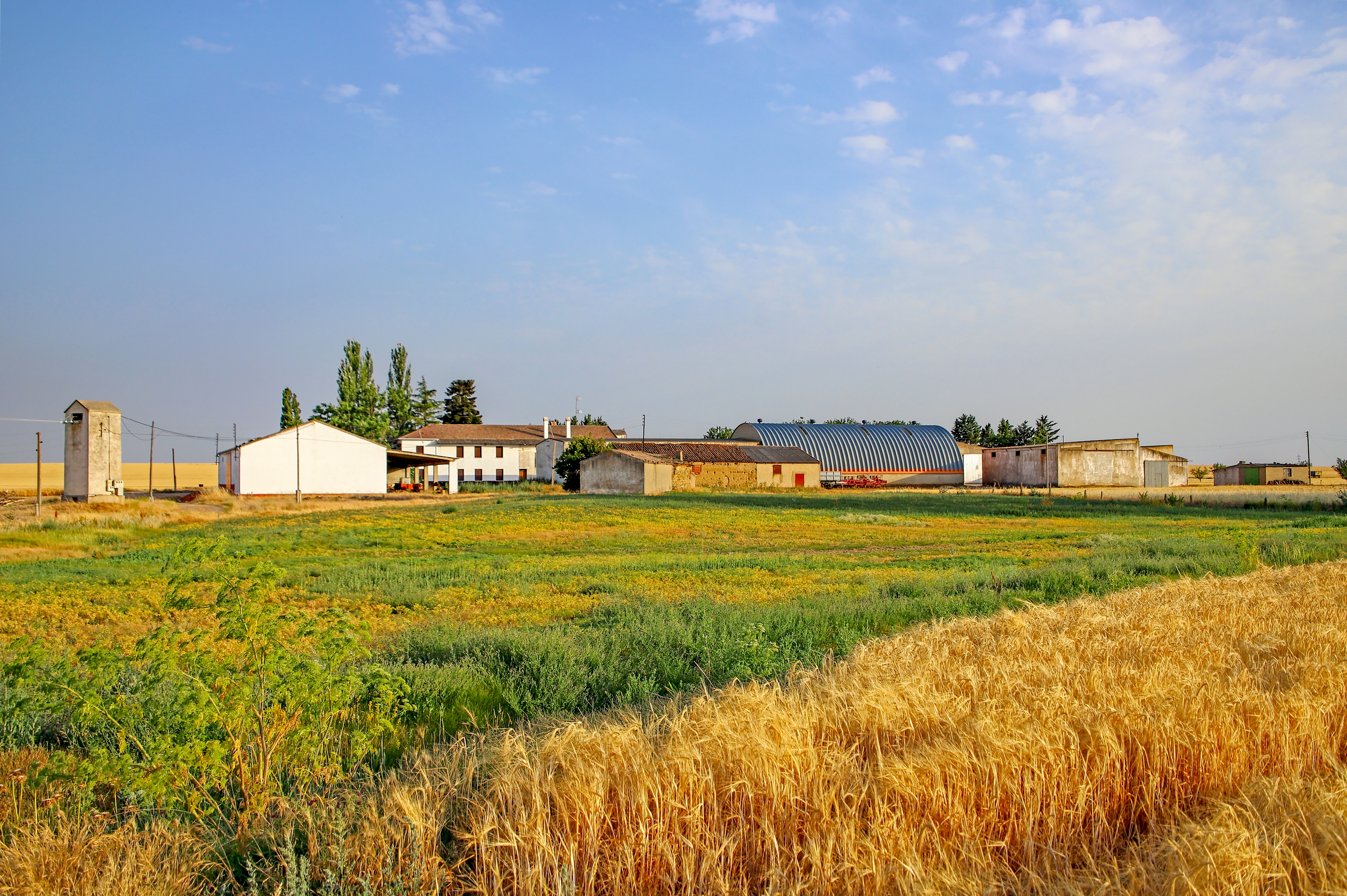
Panorámica